# پیز گریش
پیز گریش (به لاتین: Piz Grisch) یک کوه در سوئیس است که در کانتون گراوبوندن واقع شده‌است. پیز گریش ۳٬۰۶۲ متر بالاتر از سطح دریا واقع شده‌است.